# Hugues de Fouilloy
Hugues de Fouilloy (c. 1100 - 7 de setembre de 1174), va ser canonge i teòleg del segle xii. La seva obra va tenir en el seu temps un considerable reconeixement. No obstant això, aquest escriptor canònic ha estat durant molt temps un dels menys coneguts dels autors de l'edat mitjana que ens ha arribat.
Hugues de Fouilloy va néixer probablement a la primera dècada del segle xii a Fouilloy, un suburbi de Corbie (Somme) no lluny d'Amiens. D'origen noble, prové d'una família que hauria rebut la ciutat de Fouilloy en feu de l'abadia de Corbie. Sens dubte, en la mateixa abadia va fer la seva passantia abans d'entrar al priorat de Saint-Laurent-au-bois (Ribemont-sur-Ancre) cap a 1120.
El 1132, Ybert Jumel va fundar Sant Nicolau Régny (Nampty), annex a Saint-Laurent-au-bois, on Hughes es posà al front immediatament. Va liderar Sant Nicolau durant vint anys abans de succeir Olri al capdavant de Saint-Laurent-au-bois. La seva partida aparentment va ser la causa d'un conflicte que es produí poc després entre el monestir matriu i la seva dependència. El priorat de Sant Nicolau, fins llavors florent, va tenir problemes per recuperar-se de la pèrdua de prestigi que li havia aportat un líder com Hughes, i que havia atret molts deixebles. El papa Innocenci II el nomenà cardenal en un consistori papal de 1144.
Mentrestant, a la mort del pare Ursion en els anys 1150, els canonges de Saint-Denis de Reims demanaren Hugues que sigui el seu abat, però ell ho rebutjà. Finalment els canonges de Saint-Denis elegiren Eudes, sub-prior de Sant Víctor, a París. Dos anys més tard, per tant, Hugues accedí a la dignitat de la prèvia de Sant Llorenç, a la mort del seu fundador Olri.
Hughes es mantingué al capdavant de Saint-Laurent-au-Bois fins a la seva mort cap al 1173-1174. Un obituari de Saint-Laurent, realitzat a finals del segle xii que s'utilitzà fins a mitjans del segle xiii, esmentava la mort d'Hugues un 7 de setembre sense indicar de quin any.

## Obres
Les principals obres atribuïdes a Hugues són : 
- De Avibus[3]
- De Claustro animae  (on el segón llibre es troba normalment separat sota el títol De duodecim abusionibus claustri),
- De Medicina animae, le De nuptiis,
- De Rota verae et falsae religionis,
- De Pastoribus et ovibus.

### De Avibus
De Avibus conté al voltant seixanta capítols en dues seccions. La primera part és principalment l'escriptura d'exegesi, dibuixat de la Bíblia i el Physiologus. El colom és el tema dels primers onze capítols, els vents i el falcó els següents onze capítols, la tórtora i pardal i els seus hàbits de nidificació el següent quinzè capítol.
La segona part consisteix en vint-i-tres capítols, cada un dels quals descriu un ocell diferent. L'autor es basa en les Etymologiae d'Isidor de Sevilla qui va reunir extractes de molts llibres de l'antiguitat clàssica que d'altra manera s'haurien perdut, De Natura Rerum per Raban Maur, el Llibre de Job de Gregori el Gran i l'Hexameron d'Ambròs de Milà.
El text es coneix per diversos noms alternatius com el Aviarium (L'Aviari), De columba deargentata (El Colom platejat), i De tribus columbis (El tres coloms). Un altre títol, Libellus quidam anunci Rainerum conversum cognomine Corder Benignum (El petit llibre de Rainier el germà anomenat compassiu), revela a qui va ser dedicat el llibre. El pròleg de Hugh diu que De Avibus va ser redactat com "un text d'ensenyament pel agermanar". Probablement va ser escrit entre 1132 i 1152 mentre Hugh era prior de St.-Nicholas-de-Regny.
Segons el Medieval Bestiary de Badke, «om a mínim 125 còpies de manuscrit del De avibus encara existeixen, encara que algunes inclouen només una part del text. La majoria són il·lustrades, i es van difondre per tot Europa. Majoritàriament el text apareix en manuscrits juntament amb altres obres teològiques, sovint amb alguns altres títols escrits per Hugh».